# Heterodontus marshallae
Heterodontus marshallae — вид акул з родини різнозубі акули (Heterodontidae). Описаний у 2023 році.

## Назва
Вид названо на честь експертки з хрящових риб та ілюстраторки Ліндсі Маршалл.

## Розповсюдження
Вид поширений в Індійському океані біля північно-західного узбережжя Австралії. Трапляється від півострова Норт-Вест-Кейп до острова Батерст. Живе на глибині від 125 до 230 метрів.

## Опис
Типові екземпляри, досліджені під час первинного опису, мали довжину від 33 до 60 сантиметрів. Забарвлення світло-сіро-коричневе з 22 темно-коричневими смугами та сідлоподібними плямами. Між основними смугами часто присутня додаткова коричнева смуга з розмитими краями. На голові є п'ять смуг: дві на рівні очей, третя смуга перед першою зябровою щілиною, четверта, часто роздвоєна, над першою чи другою зябровими щілинами, а п'ята — між третьою та четвертою зябровими щілинами. Анальний плавець чітко відокремлений від хвостового. Нижня частка хвостового плавця добре виражена. Колючки перед спинними плавцями частково оголені. У молодих риб спинний плавець вищий відносно загальної довжини, ніж у дорослих. Зуби на передній частині щелепи загострені, а зуби з боків мають форму молярів. На верхній щелепі 20—22 ряди зубів, на нижній — 17—19 рядів. Heterodontus marshallae має 106—112 хребців. Яйцеві капсули, звужені з одного боку, мають вузькі гвинтоподібні кілі з 1,5 обертами від одного кінця до іншого.